# Torneo de Marrakech 2017
El Torneo de Marrakech 2017 o Grand Prix Hassan II fue un torneo de tenis perteneciente a la ATP en la categoría ATP World Tour 250. Se disputó desde el 10 hasta el 16 de abril, sobre tierra batida. En 2016 fue trasladado desde su anterior sede en Casablanca a la ciudad de Marrakech.

## Distribución de puntos
| Modalidad            | Campeón | Finalista | Semifinales | Cuartos de final | 2ª ronda | 1ª ronda | Clasificados | 2ª ronda de clasificación | 1ª ronda de clasificación |
| Individual masculino | 250     | 165       | 100         | 50               | 25       | 0        | 13           | 7                         | 0                         |
| Dobles masculino     | 250     | 150       | 90          | 45               | 20       | 0        | -            | -                         | -                         |

## Cabezas de serie

### Individuales masculino
| Tenista               | Ranking | Preclasificado |
| Grigor Dimitrov       | 12      | 1              |
| Albert Ramos          | 24      | 2              |
| Philipp Kohlschreiber | 32      | 3              |
| Mischa Zverev         | 33      | 4              |
| Paolo Lorenzi         | 38      | 5              |
| Benoît Paire          | 40      | 6              |
| Diego Schwartzman     | 41      | 7              |
| Marcel Granollers     | 45      | 8              |

- Ranking del 3 de abril de 2017

### Dobles masculino
| Tenista                            | Ranking | Preclasificado |
| Raven Klaasen Rajeev Ram           | 23      | 1              |
| Marcel Granollers Marc López       | 33      | 2              |
| Rohan Bopanna Marcin Matkowski     | 51      | 3              |
| Florin Mergea Aisam-ul-Haq Qureshi | 53      | 4              |

## Campeones

### Individual masculino
Borna Ćorić venció a  Philipp Kohlschreiber por 5-7, 7-6(3), 7-5

### Dobles masculino
Dominic Inglot /  Mate Pavić vencieron a  Marcel Granollers /  Marc López por 6-4, 2-6, [11-9]